# Darren Anderton
Darren Robert Anderton, angleški nogometaš, * 3. marec 1972, Southampton, Anglija, Združeno kraljestvo.
V času aktivnega igranja je veljal za enega najboljših sredinskih igralcev, toda zaradi velikega števila poškodb je dobil vzdevek Sicknote (bolniško obvestilo).
Med letoma 1994 in 2001 je igral tudi za angleško nogometno reprezentanco.